# Hiraoka Yasunari
Yasunari Hiraoka (sinh ngày 13 tháng 3 năm 1972) là một cầu thủ bóng đá người Nhật Bản.

## Sự nghiệp câu lạc bộ
Yasunari Hiraoka đã từng chơi cho Otsuka Pharmaceutical, Kyoto Purple Sanga, Oita Trinita, Nagoya Grampus Eight và Omiya Ardija.